# Romanipen
Romanipen (rom. „romskość”) – ogół tradycji romskiej, niepisany kodeks postępowania oraz wzajemnych relacji w tradycyjnej społeczności romskiej, nieobejmujący stosunków z gadziami.
Składają się nań wszystkie zwyczajowe prawa, tabu oraz sankcje grożące za ich złamanie. Jeden z centralnych elementów systemu romanipen stanowi pojęcie skalania. Sankcją za przekroczenie zasad romanipen jest bowiem uznanie winnego za osobę „skalaną” czyli rytualnie nieczystą, co wiąże się z różnym stopniem i formą wykluczenia jej z życia społecznego. Pojęcie romanipen, interpretowane jako „cygańskość”, implikuje często manifestowanie swej identyfikacji z etnosem romskim, uznawanie go za wartość najwyższą, używanie języka romani, solidarność z członkami własnej zbiorowości (często interpretowaną jako pewnego rodzaju „podwójna moralność”, w myśl której wiele czynów potępianych wobec „swoich” jest aprobowanych w stosunku do Romów z innej grupy bądź gadziów) oraz celebrowanie tradycyjnych obrzędów i rytuałów.
Wśród rozmaitych grup romskich istnieją różne instytucje stojące na straży przestrzegania tradycji, opiniujące i wydające wyroki: dla tzw. Polskich Cyganów Nizinnych jest to osoba Szero Roma, dla Lowarów i Kełderaszy rada szanowanych członków społeczności zwana Kris. Dla wielu grup, np. Romów węgierskich i słowackich czy grupy Bergitka w Polsce brak takiej instytucji, zaś przestrzeganie tradycyjnych zwyczajów zależy od jednostki, bądź reguluje je szerszy konsensus społeczny.